# Les Détecteurs de mensonges
Pour les articles homonymes, voir détecteur.
Les Détecteurs de mensonges est une émission de télévision québécoise animée par Patrice L'Écuyer et diffusée à Radio-Canada à deux époques différentes : la première a débuté le 4 juin 1990 et s'est terminée le 4 juin 1993 ; la seconde a débuté le 9 août 1999 et s'est terminée le 1er juin 2001. Une autre version avec Marc-André Coallier a été diffusée du 12 septembre 1994 à mars 1995 sur les ondes de TQS.
À chaque émission, trois artistes invités devaient chacun leur tour y aller de trois affirmations dont l'une était fausse. L'artiste sur la sellette devait tromper les deux autres invités ainsi que le public composé de 28 personnes. Un moment fort de l'émission était lorsque l'animateur lisait un proverbe tourné à la blague, alors que les votes de l'assistance étaient comptabilisés tout juste avant que l'invité avoue son mensonge. Plusieurs faux proverbes étaient (faussement) attribués à Confucius.
Si personne dans le public ne découvrait le mensonge, l'artiste gagnait un trophée.

## Postérité
Patrice L'Écuyer anime une version fort semblable du jeu intitulée Des squelettes dans le placard.